# باشگاه فوتبال استقلال تهران در فصل ۱۳۶۰
باشگاه فوتبال استقلال تهران در فصل ۱۳۶۰ ۳۶امین فصل فعالیت تیم استقلال در فوتبال ایران بود. در این سال استقلال در در مسابقات جام باشگاه‌های تهران ۱۳۶۰ و همچنین جام حذفی تهران ۱۳۶۰ شرکت کرد. استقلال در جام باشگاه‌های تهران به مقام چهارمی رسید و در جام حذفی تهران نیز حذف شد تا این فصل بدون دستاورد خاصی برای استقلال به پایان برسد.

## بازیکنان
بازیکنان استقلال در این سال عبارت بودند از:  ناصر حجازی، حجت‌اله خاکسار تهرانی، اصغر حاجیلو، رضا رجبی، شاهین بیانی، محمد خضرایی، حمید فرد علی‌نیا،  رضا احدی، بهتاش فریبا، غلامرضا نعلچگر، سعید مراغه‌چیان، عبدالعلی چنگیز، پرویز مظلومی، غلامرضا برهان‌زاده، شاهرخ بیانی، عزیز دسترس، محرم عاشری، مجید نوروزی

## مرور فصل
در سال ۱۳۶۰ برای اولین بار بعد از انقلاب مسابقات باشگاههای تهران با شرکت ۱۴ تیم به طور کامل انجام شد که با قهرمانی تیم هما تهران به پایان رسید و تیم استقلال به مقام چهارم رسید. حضور نود هزار تماشاگر در دیدار استقلال و پرسپولیس پس از چند سال وقفه در مسابقات رسمی این دو تیم از مسائل قابل ذکر در این سال می باشد
در این سال یک تورنمنت بین‌المللی تحت عنوان جام وحدت با شرکت ۸ تیم ایرانی و خارجی برگزار گردید که تیم فوتبال پرسپولیس به مقام قهرمانی این مسابقات رسید.استقلال با دو شکست در برابر تیمهای ارتش سوریه و ارتش الجزایر و یک تساوی در برابر ارتش ایران به دور حذفی بازیها راه نیافت. در این مسابقات تیمی از لیبی نیز حضور داشت
در دی ماه همین سال مسابقات جام حذفی باشگاههای تهران نیز آغاز شد که تیم استقلال در دور سوم مقابل تیم شاهین تهران شکست خورد و حذف گردید. همین تیم شاهین در بازی فینال موفق به شکست دادن پرسپولیس تهران شد و جام قهرمانی را بالای سر برد.

### دیدار استقلال و بوتان
در بازی استقلال و بوتان تهران به علت ضعف داوری منوچهر نظری و اشتباهات کمک ایشان نصراله ایرانی‌نژاد کار به جنجال کشید و تعدادی از تماشاگران به داخل زمین ریختند و مسابقه از دقیقه ۸۳ نیمه کاره ماند و از طرف فدراسیون فوتبال نتیجه مسابقه ۳ بر صفر به نفع بوتان تهران اعلام شد و منوچهر نظری و نصراله ایرانی‌نژاد از سوی فدراسیون فوتبال به مدت یک ماه از قضاوت محروم شدند

## بازی‌ها

### جام باشگاه‌های تهران
منبع
| ۱۵ مرداد ۱۳۶۰ ۳ | استقلال تهران         | ۲ – ۱ | کیان تهران          | تهران                                            |
|                 | چنگیز ۳۶' · فریبا ۵۷' | گزارش | اصغر حاج علی‌پور ۱۴' | ورزشگاه: شیرودی تماشاگران: ۶۰۰۰ داور: محسن زمانی |

| ۲۳ مرداد ۱۳۶۰ ۴ | استقلال تهران | ۱ – ۱ | راه‌آهن تهران | تهران                                             |
|                 | برهان‌زاده ۷۹' |       | طاهری ۴۹'    | ورزشگاه: شیرودی تماشاگران: ۱۲۰۰۰ داور: محمد صالحی |

| ۳۰ مرداد ۱۳۶۰ ۵ | استقلال تهران                  | ۳ – ۰ | تهران جوان | تهران                                             |
|                 | برهان‌زاده ۳۹' · فریبا ۷۸'، ۸۸' |       |            | ورزشگاه: شیرودی تماشاگران: ۱۲۰۰۰ داور: محسن زمانی |

| ۳ شهریور ۱۳۶۰ ۶ | استقلال تهران | ۰(۰) – (۳)۱ | بوتان تهران                   | تهران                             |
| | بیانی         |             | فرد علی‌نیا ۴۳' · عزیز مهرنهاد | ورزشگاه: شیرودی داور: منوچهر نظری |
| یادداشت: این بازی در دقیقه ۸۳ در حالی که ۱ بر ۰ به نفع تیم بوتان بود نیمه کاره ماند و از سوی فدراسیون فوتبال ۳ بر ۰ به نفع تیم بوتان اعلام شد |               |             |                               |                                   |

| ۲۰ شهریور ۱۳۶۰ ۷ | استقلال تهران        | ۲ – ۰ | اکباتان تهران | تهران                            |
|                  | احدی ۵۲' · فریبا ۶۰' |       |               | ورزشگاه: شیرودی داور: محسن زمانی |

| ۲۶ شهریور ۱۳۶۰ ۸ | استقلال تهران | ۱ – ۱ | شاهین تهران   | تهران                                             |
|                  | چنگیز ۳۰'     |       | علی حیدری ۶۰' | ورزشگاه: شیرودی تماشاگران: ۲۰۰۰۰ داور: محمد صالحی |

| ۳ مهر ۱۳۶۰ ۹ | استقلال تهران | ۱ – ۰ | صنایع دفاع تهران | تهران                                                |
|              | مظلومی ۷۵'    |       | اسداله فراهانی   | ورزشگاه: شیرودی تماشاگران: ۲۰۰۰۰ داور: هروس باغومیان |

| ۱۶ مهر ۱۳۶۰ ۱۰ (دربی ۲۵) | استقلال تهران | ۰ – ۰ | پرسپولیس تهران | تهران                                            |
|                          | بیانی         |       |                | ورزشگاه: آزادی تماشاگران: ۸۵۰۰۰ داور: محمد صالحی |

| ۱ آبان ۱۳۶۰ ۱۱ | استقلال تهران | ۰ – ۱ | هما تهران    | تهران                                            |
|                |               |       | علیدوستی ۲۰' | ورزشگاه: آزادی تماشاگران: ۳۵۰۰۰ داور: محمد صالحی |

| ۲۲ آبان ۱۳۶۰ ۱۲ | استقلال تهران              | ۱ – ۱ | بانک ملی تهران                            | تهران                                             |
|                 | چنگیز ۹' · مظلومی · حاجیلو |       | محمدخانی ۸۴' · رحمان رحیمی · ایرج امیدوار | ورزشگاه: شیرودی تماشاگران: ۲۷۰۰۰ داور: مصطفی ممیز |

| ۱۳ آذر ۱۳۶۰ ۱۳ | استقلال تهران      | ۱ – ۱ | آرارات تهران                         | تهران                                            |
|                | نوروزی ۵' · خضرایی |       | یوریس میناسیان ۷۸' · مارکار نرسیسیان | ورزشگاه: آزادی تماشاگران: ۵۰۰۰۰ داور: محمد صالحی |

#### جایگاه در جدول
نوشتار اصلی: جدول رده‌بندی سال ۱۳۶۰
| رتبه | عنوان بازیها   | بازی | برد | مساوی | باخت | گل‌زده | گل‌خورده | تفاضل | امتیاز |
| ---- | -------------- | ---- | --- | ----- | ---- | ----- | ------- | ----- | ------ |
| ۳    | بانک ملی تهران | ۱۳   | ۵   | ۶     | ۲    | ۲۱    | ۱۲      | ۹     | ۱۶     |
| ۴    | استقلال تهران  | ۱۳   | ۵   | ۶     | ۲    | ۱۵    | ۱۰      | ۵     | ۱۶     |
| ۵    | راه‌آهن تهران   | ۱۳   | ۳   | ۹     | ۱    | ۱۲    | ۷       | ۵     | ۱۵     |

منبع

### جام حذفی باشگاه‌های تهران
منبع
| ۱۷ دی ۱۳۶۰ یک شانزدهم نهایی | استقلال تهران | ۱ – ۰ | نیروی هوایی | تهران                                              |
|                             | احدی ۱۹'      |       |             | ورزشگاه: شیرودی تماشاگران: ۱۵۰۰۰ داور: بهمن بهلولی |

| ۲۵ دی ۱۳۶۰ یک هشتم‌نهایی | استقلال تهران          | ۲ – ۰ | طلاچی تهران | تهران                                              |
|                         | خضرایی ۲' · مظلومی ۸۴' |       |             | ورزشگاه: شیرودی تماشاگران: ۱۷۰۰۰ داور: بهمن بهلولی |

| ۱ بهمن ۱۳۶۰ یک چهارم‌نهایی | استقلال تهران       | ۱ – ۲ | شاهین تهران              | تهران                                             |
|                           | نعلچگر ۸۸' (پنالتی) |       | عبداللهی ۱۳' · حیدری ۳۹' | ورزشگاه: شیرودی تماشاگران: ۲۰۰۰۰ داور: محمد صالحی |

### جام وحدت
منبع
| ۲۷ بهمن ۱۳۶۰ بازی اول | استقلال تهران | ۰ – ۲ | ارتش الجزایر                   | تهران                                                  |
|                       | نعلچگر '۳۵    |       | بغداد صغیر ۵' · ناصر بوعیش ۸۹' | ورزشگاه: شهید شیرودی تماشاگران: ۱۰۰۰۰ داور: محمد صالحی |

| ۳۰ بهمن ۱۳۶۰ بازی دوم | استقلال تهران | ۱ – ۳ | ارتش سوریه                                 | تهران                                 |
|                       | برهان‌زاده ۶۲' |       | کیفورت مردبکیان ۶' · محمود السعید ۲۰'، ۷۷' | ورزشگاه: شهید شیرودی داور: بهرام رضوی |

| ۲ اسفند ۱۳۶۰ بازی سوم | استقلال تهران | ۰ – ۰ | ارتش ایران   | تهران                                     |
|                       |               |       | فتح‌آبادی '۸۹ | ورزشگاه: شهید شیرودی داور: مرتضی رحمانیان |

### بازی دوستانه
منبع
| ۲۳ اردیبهشت ۱۳۶۰ دوستانه ۱ | استقلال تهران     | ۲ – ۰ | منتخب ارتش ایران | تهران        |
|                            | عاشری · برهان‌زاده |       |                  | ورزشگاه: پله |

| ۲۶ مرداد ۱۳۶۰ تاریخ احتمالی دوستانه ۴                                | دارایی قزوین | ۰ – ۰ | استقلال تهران | قزوین                                     |
|                                                                      |              |       | '۸۰           | ورزشگاه: ورزشگاه غنی‌آباد داور: اصغر جباری |
| یادداشت: فضل‌اله غیاثوند دروازه‌بان تیم دارایی ضربه پنالتی را مهار کرد |              |       |               |                                           |

| ۲۷ آذر ۱۳۶۰ دوستانه ۵ | ابومسلم مشهد | ۰ – ۲ | استقلال تهران          | مشهد                              |
|                       |              |       | نوروزی ۳۵' · فریبا ۸۸' | تماشاگران: ۶۰۰۰ داور: حسین تهرانی |

| ۱۴ دی ۱۳۶۰ دوستانه ۶                                                   | استقلال تهران                 | ۲ – ۲ | منتخب تهران                                               | تهران                               |
|                                                                        | چنگیز ۳۰' · فریبا ۷۰' · بیانی |       | رضا ماشاالله‌زاده ۳۹' (پنالتی) · عباس موسیوند ۸۳' (پنالتی) | ورزشگاه: ۱۷ شهریور داور: محمد صالحی |
| یادداشت: بزرگداشت حسین ابوذر قهرمان دو و میدانی المپیک ناشنوایان ایران |                               |       |                                                           |                                     |

| ۲۲ بهمن ۱۳۶۰ دوستانه۷ | استقلال تهران | ۰ – ۰ | امید ایران | تهران                              |
|                       |               |       |            | ورزشگاه: شیرودی داور: علیرضا امامی |

## آمار فصل

### عملکرد کلی تیم در فصل
| عنوان بازیها    | بازی | برد | مساوی | باخت | گل‌زده | گل‌خورده | تفاضل | درصد برد |
| --------------- | ---- | --- | ----- | ---- | ----- | ------- | ----- | -------- |
| باشگاههای تهران | ۱۳   | ۵   | ۶     | ۲    | ۱۵    | ۱۰      | ۵     | ۳۸٪      |
| جام حذفی تهران  | ۳    | ۲   | ۰     | ۱    | ۴     | ۲       | ۲     | ۶۷٪      |
| جمع             | ۱۶   | ۷   | ۶     | ۳    | ۱۹    | ۱۲      | ۷     | ۴۴٪      |

### تعداد بازی
| #  | بازیکن              | تعداد بازی | تعداد بازی | تعداد بازی |
| #  | بازیکن              | لیگ تهران  | جام حذفی   | جمع        |
| -- | ------------------- | ---------- | ---------- | ---------- |
| ۱  | سعید مراغه‌چیان      | ۱۳         | ۳          | ۱۶         |
| ۲  | عبدالعلی چنگیز      | ۱۲         | ۳          | ۱۵         |
| ۳  | شاهرخ بیانی         | ۱۲         | ۳          | ۱۵         |
| ۴  | شاهین بیانی         | ۱۲         | ۲          | ۱۴         |
| ۵  | بهتاش فریبا         | ۱۱         | ۳          | ۱۴         |
| ۶  | اصغر حاجیلو         | ۱۱         | ۳          | ۱۴         |
| ۷  | رضا رجبی            | ۱۱         | ۲          | ۱۳         |
| ۸  | غلامرضا نعلچگر      | ۱۰         | ۳          | ۱۳         |
| ۹  | غلامرضا برهان‌زاده   | ۱۰         | ۱          | ۱۱         |
| ۱۰ | پرویز مظلومی        | ۹          | ۲          | ۱۱         |
| ۱۱ | محمد خضرایی         | ۸          | ۳          | ۱۱         |
| ۱۲ | رضا احدی            | ۷          | ۳          | ۱۰         |
| ۱۳ | حجت‌اله خاکسارتهرانی | ۷          | ۳          | ۱۰         |
| ۱۴ | حمید فرد علی‌نیا     | ۸          | ۱          | ۹          |
| ۱۵ | ناصر حجازی          | ۶          | ۰          | ۶          |
| ۱۶ | عزیز دسترس          | ۵          | ۰          | ۵          |
| ۱۷ | شاهرخ مطیعی         | ۴          | ۰          | ۴          |
| ۱۸ | مجید نوروزی         | ۳          | ۱          | ۴          |
| ۱۹ | محرم عاشری          | ۲          | ۰          | ۲          |
| ۲۰ | جلال بیات           | ۰          | ۱          | ۱          |

### کاپیتان‌های فصل
| رده | نام            | باشگاههای تهران | جام حذفی تهران | جمع |
| --- | -------------- | --------------- | -------------- | --- |
| ۱   | سعید مراغه‌جیان | ۵               | ۳              | ۸   |
| ۲   | ناصر حجازی     | ۶               | ۰              | ۶   |
| ۳   | پرویز مظلومی   | ۲               | ۰              | ۲   |

- فقط کاپینانهایی که بازی را شروع کرده‌اند در این جدول قرار گرفته‌اند و کاپیتانهای تعویضی محاسبه نشده‌اند.

## تیم جوانان
منبع
در سال ۱۳۶۰ مسابقات قهرمانی باشگاههای دسته اول جوانان تهران با شرکت ۴۲ تیم و در شش گروه به صورت دوره‌ای برگزار شد که در پایان تیم فوتبال جوانان استقلال به مقام قهرمانی این مسابقات دست یافت. نتایج بازیهای استقلال در این دوره بشرح زیر می باشد
مرحله اول:
استقلال ۴ - سازمان آب ۱
استقلال ۸ - فردوسی ۰
استقلال ۲ - شاه عزیز ۰
استقلال ۴ - اکباتان ۰
استقلال ۱ - پاس ۰
استقلال ۲ - اردنانس ۰
مرحله دوم:
استقلال ۰ سعدآباد ۰
استقلال ۲ - کارگران ۰
استقلال ۱ - بانک ملی ۰
استقلال ۱ - بوتان ۲
استقلال ۲ - آذر ۰
نیمه نهایی:
استقلال ۰ (۵) - راه‌آهن ۰ (۴) (در ضربات پنالتی)
فینال:
استقلال ۲ - بوتان ۰
بازیکنان تیم جوانان استقلال تهران:
رضا احدی، ابراهیم جواهری، رضا روشنی، عباس سلیمی‌مقدم، عسگر سپهرزادی، امیر نهنگی، جلال بیات، جعفر نوروزنیا، حسین عارف، شعبان یگانه، رضا امن آبادای، محمد امان‌زاده، مسعود زینلی، علی قدیری، بهمن بیات‌ترک، امیر بالا بالته
مربی: حسن عضدی

## سایر ورزشها
منبع
- در مسابقات وزنه برداری قهرمانی باشگاههای تهران که با شرکت ۲۴ تیم برگزار گردید تیم وزنه برداری استقلال جنوب با ۲۷۴ امتیاز به مقام قهرمانی این دوره از مسابقات دست یافت.
- در مسابقات والیبال باشگاههای تهران (جام شهید اژدری) تیم والیبال استقلال به مقام قهرمانی دست یافت.

بازیکنان والیبال استقلال عبارت بودند از: مجید ارگی، عباداله نبی‌زاده، پرویز کاظمی، منصور امینی، حسن شمشیری (کاپیتان)، محسن پائیز، شاپور گرشاسبی، ابراهیم یزدان، محمد تفرشی - مربی: فاروق فخرالدینی
- در یک دوره مسابقات والیبال که با شرکت تیم های استقلال و آرمین از تهران - گنبد کاووس - کالو - ارومیه -- خوزستان - آذربایجان شرقی و امید آذربایجان شرقی در تبریز برگزار گردید تیم والیبال استقلال توانست با شکست دادن حریفان به مقام قهرمانی این دوره از مسابقات دست یابد.